# Arndt Freytag von Loringhoven
Arndt Freiherr Freytag von Loringhoven (* 12. listopadu 1956 v Mnichově) je německý diplomat pocházející z baltského šlechtického rodu Freytag von Loringhoven.

## Život
Od roku 1974 studoval v Bonnu a Berlíně filozofii a chemii. Od roku 1976 přešel na Oxfordskou univerzitu. Studia biochemie ukončil v roce 1980 promocí. Od roku 1984 se začal zabývat vývojem na Max-Planck-Institutu pro biochemii.
V roce 1986 vstoupil do služeb v ministerstvu zahraničních věcí Německa. V letech 1989 až 1992 byl referentem na velvyslanectví v Paříži. V roce 1992 přešel na velvyslanectví do Moskvy. Mezi roky 1994 až 2002 pracoval na různých pozicích v Auswärtiges Amt. Ve stejném roce nastoupil na velvyslanectví v Moskvě jako vedoucí politického oddělení. Od roku 2007 do roku 2010 byl viceprezidentem Bundesnachrichtendienstu a od srpna 2010 do srpna 2014 byl zastupující vedoucí evropského oddělení ministerstva zahraničních věcí. Od srpna 2014 do listopadu 2016 byl Freytag von Loringhoven velvyslancem Německa v České republice. V letech 2016 až 2019 působil jako přiřazený sekretář u NATO pro tajné služby a bezpečnost v Bruselu a vedl oddělení pro tajné služby v mezinárodním vojenském štábu. Jeho nástupcem se stal David Cattler z USA.
Od 15. září 2020 je velvyslancem v Polsku.